# Культурная премия имени Осаму Тэдзуки
Культурная премия имени Осаму Тэдзуки (яп. 手塚治虫文化賞 Тэдзука Осаму Бункасё) — ежегодная премия для авторов манги, спонсируемая японской газетой «Асахи симбун». Названа в честь мангаки и аниматора Осаму Тэдзуки. Считается, что номинанты премии в своих работах следуют эстетическим традициям Осаму Тэдзуки. Впервые церемония вручения наград состоялась в Токио в 1997 году.

## Номинации
Премия вручается в четырёх категориях:
- Первый приз (яп. マンガ大賞) — за лучшую работу прошедшего года.
- Новая жизнь (яп. 新生賞) — за оригинальные или инновационные идеи или методы.
- Короткая манга (яп. 短編賞) — за короткие работы.
- Специальная премия — вручается человеку или группе людей, внёсший большой вклад в «культуру манги».[2]

Победители в основной категории получают 2 млн. иен и бронзовую статуэтку в виде робота Астробоя, персонажа одноимённой манги Осаму Тэдзуки. Остальные призёры получают 1 млн. иен.

## Победители

### 1997
- Первый приз: «Дораэмон» (Фудзико Фудзио)[4]
- Награда за выдающиеся достижения: Zankokuna Kami ga Shihai suru (Мото Хагио)[5]
- Специальная премия: Тосио Наики за основание и управление Современной библиотекой манги[6]

### 1998
- Первый приз: Bocchan No Jidai (Дзиро Танигути, Нацуо Сэкикава)[7]
- Награда за выдающиеся достижения: Naniwa Kin’yūdō (Юдзи Аоки)[8]
- Специальная премия: Сётаро Исиномори за многолетний вклад в развитие манги[9]

### 1999
- Первый приз: Monster (Наоки Урасава)[10]
- Награда за выдающиеся достижения: Shindō (Акира Сасо)[11]
- Специальная премия: Фусаносукэ Нацумэ за превосходную критику манги[12]

### 2000
- Первый приз: Saiyū Yōenden (Дайдзиро Морохоси)[13]
- Награда за выдающиеся достижения: Dragon Head (Минэтаро Мотидзуки)[14]
- Специальная премия: Фредерик Шодт за выдающиеся заслуги в популяризации манги по всему миру[15]

### 2001
- Первый приз: Onmyōji (Рэйко Окано, Баку Юмэмакура)[16]

- Награда за выдающиеся достижения: Yajikita in Deep (Котобуки Сириагари)[17]
- Специальная награда: Акире Маруюме за ценный вклад по поддержке художников манги в доме Токива[18]

### 2002
- Первый приз: Vagabond (Такэхико Иноуэ)[19]
- Награда за выдающиеся достижения: «Берсерк» (Кэнтаро Миура)[20]

### 2003
- Первый приз: Kiiroi Hon: Jacques Thibault to Iu Na no Yuujin (Фумико Такано)[21]
- Награда за креативность: «Хикару и го» (Юми Хотта, Такэси Обата)[22]
- Короткая манга: Gendai Shisō no Sōnanshātachi (Хисаити Исии)[23]
- Специальная награда: Сигэру Мидзуки за креативные рисунки и долгие годы работы[24]

### 2004
- Первый приз: Helter Skelter (Кёко Окадзаки)[25]
- Награда за креативность: Naniwadora ihon (Такаси Моримото)[26]
- Короткая манга: OL Shinkaron (Рису Акизуки)[27]
- Специальная награда: Таро Минамото за новаторские работы в жанре исторической манги и вклад в развитие манги[28]

### 2005
- Первый приз: Pluto (Наоки Урасава, Осаму Тэдзука, Такаси Нагасаки)[29]
- Награда за креативность: Yunagi no Machi Sakura no Kuni (Фумиё Коно)[30]
- Короткая манга: Jōkyō Monogatari и Mainichi Kaasan (Рейко Саибара)[31]
- Специальная награда: городской музей Кавасаки, где собрана коллекция манги от эпохи Эдо до наших дней, а также проводятся выставки[32]

### 2006
- Первый приз: «Дневник моих исчезновений» (Хидэо Адзума)[33]
- Награда за креативность: Big Windup! (Аса Хигути)[34]
- Короткая манга: One Woman, Two Cats, Oi Piitan!! и другие работы (Риса Ито)[35]
- Специальная награда: Косэи Оно за вклад в знакомство Японии с иностранными комиксами[36]

### 2007
- Первый приз: Terpsichora (Рёко Ямагиси)[37]
- Награда за креативность: Shinsei Kigeki (Нобухиса Нодзоэ, Кёдзин Ониси, Кадзухиро Ивата)[38]
- Короткая манга: Osaka Hamlet (Хироми Морисита)[39]

### 2008[40]
- Первый приз: Moyashimon (Масаюки Исикава)
- Награда за креативность: Träumerei (Тораносукэ Симада)
- Короткая манга: Guu-guu Datte Neko De Aru (Юмико Осима)
- Специальная награда: Международный институт детской литературы, Осака

### 2009[41]
- Первый приз: Ōoku: The Inner Chambers (Фуми Ёсинага)
- Первый приз: A Drifting Life (Ёсихиро Тацуми)[a]
- Короткая манга: Saint Onii-san (Хикару Накамура)
- Награда новому художнику: «Необыкновенная история острова Панорама» (Суэхиро Маруо)

### 2010[42]
- Первый приз: Hyouge Mono (Ёсихиро Ямада)
- Короткая манга: Thermae Romae (Мари Ямадзаки)
- Награда новому художнику: Mushi to Uta (Харуко Итикава)
- Специальная награда: Ёсихиро Ёнэдзаве за большие достижения в сборе и комментировании материалов по исследованию мультфильмов.

### 2011[43]
- Первый приз: Jin (Мотока Мураками)
- Первый приз: Takemitsuzamurai (Тайё Мацумото, Иссэи Эйфуку)
- Награда новому художнику: «Стальной алхимик» (Хирому Аракава)
- Короткая манга: C-kyū Salaryman Kōza, Papa wa Nanda ka Wakaranai и другие истории (Кэйсукэ Ямасина)

### 2012[44]
- Первый приз: Historie (Хитоси Ивааки)
- Награда новому художнику: Shut Hell (Ю Ито)
- Короткая манга: Sake no Hosomichi и другие работы (Розуэлл Хосоки)
- Специальная награда: «Тот самый Weekly Shōnen Jump» — тот самый экземпляр 16-го (2011 год) номера журнала, который был прочитан по очереди более 100 детьми в книжном магазине в Сендай, сразу после землетрясения в Японии.

### 2013[45]
- Первый приз: Kingdom (Ясухиса Хара)
- Награда новому художнику: Sunny Sunny Ann! (Мики Ямамото)
- Короткая манга: Kikaijikake no Ai (Ёсииэ Года)

### 2014[46]
- Первый приз: Sangatsu no Lion (Тика Умино)
- Награда новому художнику: Mitsuami no Kamisama (Матико Кё)
- Короткая манга: Onnoji (Юки Сикава)
- Специальная награда: дуэту Фудзико Фудзио за Manga Michi и Ai… Shirisomeshi Koro ni…: Manga Michio no Seishun
- Награда от читателей: Space Brothers (Тюя Кояма)

### 2015[47]
- Первый приз: Aisawa Riku (Ёко Хоси)
- Приз новому автору: «Форма голоса» (Ёситоки Оима)
- Короткая манга: за произведения в целом (Сэнся Ёсида)
- Специальная награда: Chiisana Koi no Monogatari (Тикако Мицухаси)

### 2016[48]
- Первый приз: «Ёцуба!» (Киёхико Адзума)
- Первый приз: Hanagami Sharaku (Кэй Итиносэки)
- Приз новому автору: Machida-kun no Sekai (Юки Андо)
- Короткая манга: Jimihen (Тацуя Накадзаки)
- Специальная награда: Киотский международный музей манги в знак признания вклада в развитие манги и в честь десятилетия со дня открытия

### 2017[49]
- Первый приз: Hana ni Somu (Фусако Курамоти)
- Приз новому автору: Descending Stories: Showa Genroku Rakugo Shinju (Кумота Харуко)
- Короткая манга: Yomawari Neko (Каору Фукая)
- Специальная награда: Осаму Акимото за Kochikame

### 2018[50]
- Первый приз: Golden Kamuy (Сатору Нода)
- Приз новому автору: «Выдающиеся звери» (Пару Итагаки)
- Короткая манга: Oya-san to Boku (Таро Ябэ)
- Специальная награда: Тэцуя Тиба за Ashita no Joe

### 2019[51]
- Первый приз: Jitterbug The Forties (Синобу Арима)
- Приз новому автору: Areyo Hoshikuzu (Сансукэ Ямада)
- Короткая манга: Little Miss P (Кен Кояма)
- Специальная награда: Такао Сайто за Golgo 13 в честь 50-летнего юбилея

### 2020[52]
- Первый приз: Nyx no Lantern (Кан Такахама)
- Приз новому автору: Mizu wa Umi ni Mukatte Nagareru (Рэтто Тадзима)
- Короткая манга: Captivated, by You (Яма Ваяма)
- Специальная награда: Матико Хасэгава в честь 100-летнего юбилея, который случился бы 30 января 2020 года

### 2021[53]
- Первый приз: Land (Кадзуми Ямасита)
- Приз новому автору: Sousou no Frieren (Канэхито Ямада, Цукаса Абэ)
- Короткая манга: Kieta Mama Tomo и Tsuma wa Kuchi o Kiite Kuremasen (Хироко Нобара)
- Специальная премия: Коёхару Готогэ за «Истребитель демонов»

### 2022[54]
- Первый приз: Chi: Chikyuu no Undou ni Tsuite (Уото)
- Приз новому автору: Kyoushitsu no Katasumi de Seishun ga Hajimaru и Konya Sukiyaki da yo (Нацуко Танигути)
- Короткая манга: Hakumokuren wa Kirei ni Chiranai и Ii Toshi o (Идзуми Окая)

### 2023[55]
- Первый приз: Yuria-sensei no Akai Ito (Кива Ириэ)
- Приз новому автору: Danchōtei Nichijō (Ганпу)
- Короткая манга: Onnanoko ga Iru Basho wa (Эбинэ Ямадзи)
- Специальная премия: Кадзуо Умэдзу за Zoku Shingo: Chiisana Robot Shingo Bijutsukan

### Комментарии
1. ↑  В 2009 году впервые две манги победили в номинации «Первый приз».